# Engenho Moreno
O Engenho Moreno é um sítio histórico localizado no município de Moreno, na área metropolitana do Recife em Pernambuco, Brasil. Compõem o conjunto edificado do antigo engenho de açúcar a casa-grande, a capela (sob a invocação de Nossa Senhora da Apresentação) e a moradia dos escravos domésticos.

## História
Originalmente Engenho Nossa Senhora da Apresentação, derivado da capela existente na propriedade, ele pertencia ao judeu converso Carlos Frederico Drago. Não é possível definir a data em que foi construído, porém sabe-se que as terras foram adquiridas entre o fim do século XVI e início do século XVII . 
O engenho foi comprado em 1616 pelo português Baltazar Gonçalves Moreno, que veio dar o nome à cidade. Quarenta anos depois foi despejado pela WEST INDISHE COMPAGNIE porém voltou a recomprá-la em momento posterior. A propriedade passou por vários donos até ser comprada por Antônio de Souza Leão .   
Antônio de Souza Leão, que ao receber a visita do imperador Dom Pedro II em 1859, ganhou o título de Barão de Moreno.
O crítico de arte José Mariano Filho atribuiu o desenho do casarão do engenho ao arquiteto francês Louis Vauthier . 